# Cangzhou Mighty Lions Football Club
 (février 2021).
Maillots
Le Cangzhou Mighty Lions Football Club anciennement nommé Shijiazhuang Ever Bright Football Club (en chinois : 沧州雄狮足球俱乐部), est un club chinois de football fondé en 2011 et basé dans la ville de Shijiazhuang, dans la province du Hebei.
Le club évolue actuellement en Chinese Super League, et évolue au Stade du Centre olympique de Hebei, qui a une capacité de 60 000 places.

## Histoire

### Premières saisons (2011-2014)
Le club est fondé le 25 février 2011 par différentes entreprises locales : Smart Hero International, Xiamen Dongyuhang Import & Export, Xiamen City HS Sheng Industrial et Xiamen City Shengxin Metal Products, sur la base du club amateur local Xiamen Dongyuhang (fondé en 2001), qui vient de remporter la deuxième place en Ligue de football amateur de Chine la saison précédente, sous le nom de Fujian Smart Hero FC (chinois : 福建 骏 豪 足球 俱乐部). Au cours de leur première saison (saison 2011), l'équipe a joué en troisième division nationale. Fujian, lors de sa première saison, gagnerait une promotion en deuxième division via le barrage League One-League Two, où Fujian a battu le Guizhou Zhicheng 6–5 aux tirs au but.
Lors de la campagne 2012 de China League One, Xu Hui est nommé manager et il mènera le club à la troisième place. Cela a vu le Yongchang Real Estate (chinois: 永昌 地产 集团) acheter 70% des actions du club. Le club a déménagé dans la capitale de la province du Hebei, Shijiazhuang, au Yutong International Sports Center, changeant le nom de l'équipe en Shijiazhuang Yongchang Junhao FC (Chinois : 石家庄 永昌 骏 豪 足球 俱乐部). Le 27 décembre 2013, le Yongchang Real Estate a acheté les 30% restants du club et le 24 février 2014 Shijiazhuang Yongchang Junhao F.C. a changé son nom en Shijiazhuang Yongchang FC (石家庄 永昌 足球 俱乐部). À l'issue de la saison 2014, le Shijiazhuang Yongchang gagne la promotion en première division pour la première fois de son histoire en arrivant finaliste au sein de sa division.

### Passages récurrents dans le haut niveau du football chinois (2015- )
Le premier acte du club dans l'élite a été, en janvier 2015 de transformer son nom en anglais en Shijiazhuang Ever Bright FC.
Au cours de la première saison en première division, le manager du club, Yasen Petrov, a pu guider l'équipe à la septième place du championnat, évitant la relégation à l'issue de la saison 2015. La campagne suivante s'avérera cependant beaucoup plus difficile et Yasen Petrov a été démis de ses fonctions le 14 juillet 2016. Le club sera malheureusement relégué à la fin de la saison 2016 de la Super League chinoise et le 7 novembre 2016, Afshin Ghotbi a été nommé nouvel entraîneur pour la saison suivante.
Descendus en deuxième division nationale, le club évolue dans le peloton de tête du championnat mais ne sera promu ni en 2017, ni en 2018.
Heureusement, le club finira à la deuxième place pour la saison 2019, derrière le Qingdao Huanghai. Le club est ainsi promu en première division chinoise pour la saison 2020. Il fut notamment mené par le brésilien Muriqui, habitué du football chinois et qui a marqué 21 buts en 24 matchs ainsi que son compatriote Matheus, qui a lui marqué 13 buts en 23 matchs.
Pendant l'intersaison 2019-2020, le club recrute ainsi de nombreux joueurs dont le brésilien, Rômulo et le zambien, Stoppila Sunzu, libres ainsi que le congolais Oscar Taty Maritu pour 4 millions d'euros, en provenance du Shaanxi Chang'an Athletic. Le début du championnat est, malheureusement, retardé à cause de la pandémie du coronavirus.

## Palmarès
| Compétitions nationales                                     |
| ----------------------------------------------------------- |
| - Championnat de Chine D2 : - Vice-champion : 2014 et 2019. |

## Personnalités du club

### Présidents
- Li Xiaopeng

### Entraîneurs
| - Zhao Tuqiang (2011) - Xu Hui (2012 - 14 mai 2013) - Xu Tao (14 mai 2013 - 30 juin 2013) - Li Shubin (30 juin 2013 - 12 décembre 2013) - Yasen Petrov (12 décembre 2013 - 14 juillet 2016) | - Li Jinyu (14 juillet 2016 - 7 novembre 2016) - Afshin Ghotbi (7 novembre 2016 - 3 septembre 2018) - Yasen Petrov (8 septembre 2016 - 19 juillet 2019) - Afshin Ghotbi (20 juillet 2019 - ) |

### Joueurs

#### Joueurs importants
| - Emil Gargorov - Eidur Guðjohnsen - Georgi Iliev - Rúben Micael - Muriqui | - Matheus - Steven Old - Rômulo - Stoppila Sunzu |

## Identité du club

### Logos du club
|                          |                     |                     |                    |  |
| Logo du club (2011-2012) | Logo du club (2013) | Logo du club (2014) | Logo actuel (2021) |  |
|                          |                     |                     |                    |  |

### Noms du club
- 2001-2010 : Xiamen Dongyuhang (avant le rachat)
- 2011–2012 : Fujian Smart Hero (福建骏豪)
- 2013 : Shijiazhuang Yongchang Junhao (石家庄永昌骏豪)
- 2014 : Shijiazhuang Yongchang (石家庄永昌)
- 2015–2020 : Shijiazhuang Ever Bright (石家庄永昌)
- 2021– : Cangzhou Mighty Lions Football CLub (沧州雄狮)